# Ирландская голодовка 1981 года
Ирла́ндская голодо́вка 1981 го́да (англ. 1981 Irish hunger strike, ирл. Stailc ocrais 1981) — кульминация пятилетнего протеста, связанного с конфликтом в Северной Ирландии и начавшегося в 1976 году, когда британское правительство исключило понятие Special Category Status, ранее присваиваемое политзаключённым, осуждённым за действия в ходе этого конфликта. До начала голодовки 1981 года уже проходило несколько голодовок и других акций протеста заключённых, требовавших вернуть им статус политических заключённых или военнопленных.

## Предыстория
Использование голодовки как средства протеста в Ирландии является традицией, восходящей к дохристианским временам. Это не было аскетизмом, а скорее способом публичного порицания тех, кто этого заслуживал. Постясь — возможно, до смерти — на пороге своего хозяина, голодающий навязывал другому требование, пока последний не сдавался или не умирал постящийся. Традиция ирл. Troscad — пост против противника — и ирл. Cealachan — обретение справедливости посредством поста — была кодифицирована в Древнеирландским правом в кодексе Senchas Már VIII века.

### Другие голодовки в XX веке
В XX веке, начиная с 1917 года, в тюрьмах неоднократно проводились голодовки ирландских республиканцев. До 1981 года в результате голодовок умерли двенадцать человек: Томас Эш (1917), Теренс МакСуини (1920), Майкл Фицджеральд (1920), Джо Мерфи (1920), Джозеф Уитти (1923), Энди О'Салливан (1923), Денни Барри (1923) (см. Ирландская голодовка 1923 года), Тони Д'Арси (1940), Джек МакНила (1940), Шон МакКоги (1946), Майкл Гоган (1974) и Фрэнк Стэгг (1976).

### Голодовки после интернирования
В рамках операции Британской армии «Деметрий» начались массовые интернирования.
Интернированные изначально содержались на заброшенной базе Королевских ВВС в графстве Даун, называемой Лонг-Кеш. Позже она была переименованна в тюрьму Мэйз. Эта тюрьма организована подобно лагерю для военнопленных. полностью, Как считает исследователь Томас Хеннесси, до деталей соотвествовала «образцам, напоминающим лагеря для военнопленных Второй мировой войны, окруженным колючей проволокой, со сторожевыми вышками и хижинами Ниссена». Интернированные жили в бараках-общежитиях, их жизнь была организована по военному образцу, они проводили занятия по сроевой подготовке, используя деревянные макеты оружия, им читали лекции о партизанской войне и политике
Осужденным отказывали в тех же правах, что и интернированным до июля 1972 года, когда после голодовки 40 заключенных Временной Ирландской республиканской армии (ИРА) под руководством ветерана-республиканца Билли Макки был введен статус особой категории. Особая категория, или политический статус, означал, что с заключенными обращались так же, как и с военнопленными; например, им не приходилось носить тюремную униформу или выполнять тюремные работы.
Но 1 марта 1976 года Мерлин Рис, государственный секретарь по делам Северной Ирландии в правительстве Вильсона, объявил, что заключенные военизированных формирований больше не будут иметь права на статус особой категории. Это было частью долгосрочной стратегии Великобритании по криминализации борьбы ирландских республиканцев в Ольстере, целью которой было изменить восприятие конфликта, как колониальной войны на кампанию против, по сути, преступных банд. Решение не имело обратной силы и затронула только тех, кто был осужден после 1 марта 1976 года. Заключенные Лонг-Кеш оставались в бараках, но новые поступившие прибывали в восемь недавно построенных ячеек «H-блоков», названных так из-за их планировки. После интернирования как насилие со стороны ИРА, так и пополнение рядов организации усилились.

### Голодовка 1980 года
С приближением трехлетней годовщины "грязного протеста" в 1979 году заключенные направили своему внешнему руководству предложение о проведении голодовки. Хотя оно было отклонено — бывший заключенный Лоуренс МакКеон пояснил, что об этой переписке было «неизвестно большинству заключенных» — и в конце концов внешнее руководство «неохотно признало», что у них нет альтернативного предложения. В июне 1980 года Европейский суд по правам человека отклонил иск заключенных о том, что обращение с ними во время заключения противоречило Конвенции о правах человека, на том основании, что грязный протест был вызван ими самими. 27 октября 1980 года республиканские заключенные в тюрьме Мэйс начали голодовку. Сто сорок восемь заключенных добровольно согласились принять в ней  участие, но в общей сложности было отобрано семь человек так, чтобы их число соответствовало числу подписавших Пасхальное провозглашение Республики 1916 года. Группа состояла из членов ИРА Брендана Хьюза, Томми МакКерни, Рэймонда МакКартни, Тома МакФили, Шона МакКенны, Лео Грина и члена ИНОА Джона Никсона.
1 декабря к голодовке присоединились три заключённых женской тюрьмы Арма. Это были Мейред Фаррелл (23 года), Мэри Дойл (24 года) и Мейред Нуджент (21 год); Фаррелл заявила, что их намерением было «создать дополнительный источник давления на власти». За четыре дня их средняя потеря веса составила 4,1 кг. Их перевели в отдельную чистую камеру через 2 дня после начала голодовки, и они оставались в стабильном состоянии. В тюрьме Мэйс семеро мужчин поместили в тюремную  больницу, где они, несмотря на большую слабость,  в целом были относительно стабильны, за исключением Маккенны и МакКерни, которые сдавали быстрее, чем их товарищи. Однако и они не хотели прекратить голодовку, отказываясь принимать что-либо иное, нежели урегулирование их пяти требований. Британское правительство, предлагая обширную тюремную реформу, отказывалось признать за членами ИРА политический статус. Женская голодовка продолжалась 19 дней и была завершена 19 декабря. Двадцать шесть женщин в тюрьме Арма продолжали "грязный" протест. В тюрьме Белфаста время от времени вспыхивали символические трехдневные голодовки. В войне нервов между руководством ИРА и правительством, когда Маккенна то впадал в кому, то выходил из нее и был на грани смерти, правительство, похоже, признало суть пяти требований заключенных. Республиканцы не были уверены, может ли британская позиция отказа от переговоров сама по себе быть позицией переговоров, хотя это решительно отрицалось Управлением по делам Северной Ирландии. Ситуация обострилась 15 декабря, когда к голодоввке в тюрьме Мэйс присоединились еще 23 заключенных. Маккенна к тому времени был уже тяжело болен, состояние МакКерни было лишь чуть лучше; зрение у обоих ухудшилось.
К этому времени — после «интенсивных» и «совершенно секретных» переговоров с участием ирландского правительства — британцы также прояснили свою позицию в тридцатистраничном документе, подробно описывающем предлагаемое урегулирование, которое затрагивало многие требования, хотя и не уступало полностью ни по одному из них. 18 декабря, когда документ был отправлен в Белфаст, Брендан Хьюз — уже будучи проинформирован о том, что им будет предоставлено свободного общения и право ношения собственной одежды, что, по его мнению, было «близко» к тому, чего они хотели, — принял решение спасти жизнь Маккенны и прекратить голодовку спустя 53 дня после её начала. Напротив, совсем недавно Хьюз заявил, что причиной, по которой он распорядился прекратить голодовку, было исключительно спасение жизни Маккенны, а не то, что он ожидал уступок от Британии или победы заключенных. Сэндс считал, что голодающих «опередили [sic] на несколько паршивых часов». Окончательное британское предложение не содержало никаких обещаний, но давало заверения в том, что правительство «будет, при условии соблюдения первостепенных требований безопасности, постоянно контролировать условия содержания в тюрьмах, включая одежду, работу, общение, образование, обучение и освобождение от наказания».

## Собственно голодовка 1981 года
1 марта 1981 года, в годовщину решения об отмене «специального статуса», голодовку в тюрьме Мэйз (находящейся в 9 милях от Белфаста и известной также как «Блок Эйч» или «Лонг-Кэш») начал Бобби Сэндс (англ. Bobby Sands), член Ирландской республиканской армии. 15 марта к голодовке присоединился другой участник, 22 марта — ещё двое.
Голодающие выдвигали 5 требований:
1. право не носить тюремную униформу;
2. право не делать тюремную работу;
3. право на свободу связи с другими заключёнными, а также на организацию образовательных и развлекательных мероприятий;
4. право на один визит, одно письмо и одну посылку каждую неделю;
5. сохранение права на условно-досрочное освобождение (full restoration of remission lost through the protest)[38].

По совпадению, через 5 дней после начала голодовки Сэндса от сердечного приступа умер Фрэнк Магуайер, независимый республиканец, член нижней палаты британского парламента от североирландского района Фермана и Южный Тирон. На объявленных в результате этого местных выборах 26 марта Бобби Сэндс был выдвинут в кандидаты и 9 апреля был избран в британский парламент, получив 30 492 голоса и став самым молодым членом Палаты общин. После этого успеха Сэндса в Великобритании был принят парламентский акт, запрещающий баллотироваться в парламент лицам, отбывающим срок заключения более года.
Маргарет Тэтчер, премьер-министр Великобритании, не пошла на уступки, и голодовка кончилась смертью десяти республиканцев. Сэндс умер 5 мая, через 66 дней после начала голодовки, в госпитале тюрьмы, от истощения. Известие о его смерти вызвало волнения, двое людей погибли от погромов националистов на севере Белфаста. Похороны Сэндса 7 мая посетили 100 000 человек.
Голодовка привела к радикализации политики ирландских националистов и электоральному успеху партии Шинн Фейн в Республике Ирландия. В частности, один из участников голодовки, Киран Дохерти, был заочно избран членом нижней палаты парламента Ирландии от графств Каван и Монахан на очередных парламентских выборах, состоявшихся 11 июня 1981 года; уже 2 августа он умер. Кроме того, депутатом ирландского парламента на этих выборах был заочно избран ещё один политзаключённый из тюрьмы Лонг-Кэш, Патрик Эгню, который не участвовал в голодовке, но принимал участие в других акциях протеста заключённых тюрьмы.
Были отданы врачам по просьбе семей: 31 июля после 47 дней голодовки — П. Куинн; 20 августа после 42 дней — П. Макгеон; 4 сентября после 52 дней — М. Девлин; 6 сентября после 70 дней — Л. Маккеон; 24 сентября после 32 дней — Б. Фокс; 26 сентября после 55 дней — Л. Макклоски.
В целом голодовка кончилась 3 октября 1981 года; на тот момент среди заключённых голодало 6 человек.
О событиях голодовки в 2008 году был снят фильм «Голод».

## Погибшие
| Имя             | Организация | Начало голодовки | Дата смерти | Продолжительность голодовки |
| --------------- | ----------- | ---------------- | ----------- | --------------------------- |
| Бобби Сэндс     | ИРА         | 1 марта          | 5 мая       | 66 дней                     |
| Фрэнсис Хьюз    | ИРА         | 15 марта         | 12 мая      | 59 дней                     |
| Рэймонд Маккриш | ИРА         | 22 марта         | 21 мая      | 61 день                     |
| Пэтси О’Хара    | ИНОА        | 22 марта         | 21 мая      | 61 день                     |
| Джо Макдоннелл  | ИРА         | 8 мая            | 8 июля      | 61 день                     |
| Мартин Хёрсон   | ИРА         | 28 мая           | 13 июля     | 46 дней                     |
| Кевин Линч      | ИНОА        | 23 мая           | 1 августа   | 71 день                     |
| Киран Дохерти   | ИРА         | 22 мая           | 2 августа   | 73 дня                      |
| Томас Макэлви   | ИРА         | 8 июня           | 8 августа   | 62 дня                      |
| Майкл Девайн    | ИНОА        | 22 июня          | 20 августа  | 60 дней                     |

## Другие участники голодовки
| Имя               | Организация | Начало голодовки | Конец голодовки | Продолжительность голодовки | Причина прекращения голодовки                                                                                                 |
| ----------------- | ----------- | ---------------- | --------------- | --------------------------- | --- |
| Брендан Маклафлин | ИРА         | 14 мая           | 26 мая          | 13 дней                     | Из-за ухудшения состояния здоровья (язвенных болей и начавшегося внутреннего кровотечения)                                    |
| Падди Куинн       | ИРА         | 15 июня          | 31 июля         | 47 дней                     | По просьбе семьи |
| Лоуренс Маккеон   | ИРА         | 29 июня          | 6 сентября      | 70 дней                     | По просьбе семьи |
| Пэт Макгеон       | ИРА         | 9 июля           | 20 августа      | 42 дня                      | По просьбе семьи |
| Мэтт Делвин       | ИРА         | 14 июля          | 4 сентября      | 52 дня                      | По просьбе семьи |
| Лиам Макклоски    | ИНОА        | 3 августа        | 26 сентября     | 55 дней                     | По невысказанной просьбе семьи (по поведению семьи стало ясно, что они передадут его врачам, как только он потеряет сознание) |
| Патрик Шиэн       | ИРА         | 10 августа       | 3 октября       | 55 дней                     | Окончание голодовки |
| Джеки Макмаллан   | ИРА         | 17 августа       | 3 октября       | 48 дней                     | Окончание голодовки |
| Бернард Фокс      | ИРА         | 24 августа       | 24 сентября     | 32 дня                      | Из-за ухудшения состояния здоровья (острых болей в почке)                                                                     |
| Хью Карвилл       | ИРА         | 31 августа       | 3 октября       | 34 дня                      | Окончание голодовки |
| Джон Пикеринг     | ИРА         | 7 сентября       | 3 октября       | 27 дней                     | Окончание голодовки |
| Джерард Ходжинс   | ИРА         | 14 сентября      | 3 октября       | 20 дней                     | Окончание голодовки |
| Джеймс Дивайн     | ИРА         | 21 сентября      | 3 октября       | 13 дней                     | Окончание голодовки |

## Комментарии
1. ↑  Хотя условия в бараках были плохими, это не особенно беспокоило правительство, их главной заботой была потеря общего контроля над ситуацией со стороны властей. Государственный служащий Джон Гардинер сообщил, что

тюрьмные помещения барачного типа, в каждом из которых содержится до девяноста заключенных, совершенно неудовлетворительны со всех точек зрения; их главный недостаток заключается в том, что в них фактически полностью утрачивается дисциплинарный контроль со стороны тюремных властей... Планировка и конструкция таких комплексов делают невозможным тесный и постоянный надзор[8].
2. ↑  В итоге, это был период самой острой борьбы ИРА и Британской армии за вё время кампании, в это время была убита примерно половина из всех  650 погибших британских солдат[19]. Только в 1972 году бойцы ИРА убили 100 британских солдат и ранила ещё 500 человек. В том же году они осуществили 1300 взрывов бомб, при этом 90 членов ИРА были убиты[20].
3. ↑  Голодовка ирландских республиканцев 1980 года имела неожиданное продолжение. 12 декабря 1980 г. шесть заключенных тюрьмы Мэйс, членов "Ассоциации обороны Ольстера" (UDA), также объявили о начале голодовки, их требования включали те же пять пунктов, что и у членов ИРА, но кроме того ещё и шестое требование, состоявшее в немедленной изоляции их от заключенных из ИРА и ИНОА. Британские власти сочли это «рекламным трюком, потому что, якобы, участники не собирались кончать жизнь самоубийством»[37].